# جاناتان چاوز
جاناتان چاوز (انگلیسی: Jonathan Chávez؛ زادهٔ ۸ ژانویهٔ ۱۹۸۹) بازیکن فوتبال اهل آرژانتین است.
از باشگاه‌هایی که در آن بازی کرده‌است می‌توان به باشگاه فوتبال گودوی کروز و باشگاه فوتبال جیمناسیا لاپلاتا اشاره کرد.